# Alexander Sergejewitsch Barkow
Alexander Sergejewitsch Barkow (russisch Александр Сергеевич Барков; * 13. Maijul. / 25. Mai 1873greg. in Pokrowskoje, Rajon Kimowsk; † 28. Dezember 1953 in Moskau) war ein russischer Geograph und Hochschullehrer.

## Leben
Barkow, Sohn des invaliden Unteroffiziers a. D. und Bauern Sergei Ignatjewitsch Barkow, besuchte 1886–1894 das Gouvernementsgymnasium Tula, das er mit Auszeichnung abschloss. Darauf studierte er in der Abteilung für Naturwissenschaften der physikalisch-mathematischen Fakultät der Universität Moskau (MGU) bei Dmitri Nikolajewitsch Anutschin. Seit 1897 führte er ein privates Pädagogik-Praktikum durch. 1898 schloss er das Studium mit einer Goldmedaille und einem Diplom I. Klasse ab. 1899 begann er an Moskauer Bildungseinrichtungen und insbesondere an den Moskauer Höheren Kursen für Frauen Geographie zu unterrichten. Er war einer der ersten Lehrer der anlässlich des 25. Regierungsjubiläums Alexanders II. gegründeten Gewerbeschule der Stadt Moskau (später Chemietechnik-Universität).
1900–1904 gab Anutschin mit seinen Schülern Barkow, Sergei Grigorjewitsch Grigorjew, Alexander Alexandrowitsch Kruber und Sergei Wassiljewitsch Tschefranow illustrierte Chrestomathien zu Asien, Amerika, Afrika, Europa, Australien, Asiatisches Russland und Europäisches Russland heraus. 1903 gab Barkow mit einer Gruppe von Mitautoren einen Anfängerkurs für Geographie heraus. 1905 folgte ein Geographiekurs über Westeuropa und darauf ein Kurs über die Geographie Russlands. 1909 schuf er zusammen mit Alexander Alexandrowitsch Borsow eine Reihe von Methodik-Plakaten zur Geographie Russlands.
1911 wurde Barkow Direktor des privaten Gymnasiums von A. J. Fljorow. Nach der Oktoberrevolution wurde das Gymnasium die Schule Nr. 110, in dem er bis 1925 arbeitete. Seit 1920 leitete er das Schuldezernat in der Moskauer Abteilung für Volksbildung (MONO). Ab 1920 beteiligte er sich an Forschungsexpeditionen in der Oblast Moskau, in der Oblast Archangelsk und auf der Krim (bis in die 1930er Jahre). Ab 1924 lehrte er am Karl-Liebknecht-Institut für Industrie und Pädagogik und am Lenin-Institut für Pädagogik, in dem er nach Ernennung zum Professor 1926–1941 den Lehrstuhl für Physische Geographie leitete und das 1937 mit dem Karl-Liebknecht-Institut vereinigt wurde. 1928–1937 war er Redakteur der Abteilung für physische Geographie der Großen und Kleinen Sowjetischen Enzyklopädie. Auf Auslandsreisen untersuchte er die Karstbildung. 1930 leitete er eine geographische Expedition zur Vorbereitung des Baus des Kuibyschewer Wasserkraftwerks.
1931–1950 lehrte Barkow an der MGU. 1935 schuf er zusammen mit Alexander Alexandrowitsch Polowinkin ein Lehrbuch der physischen Geographie, das bis 1954 in fast alle Sprachen der UdSSR übersetzt wurde und 18 Neuauflagen erlebte. 1935 wurde Barkow ohne Verteidigung einer Dissertation zum Doktor der geographischen Wissenschaften promoviert. 1940 erschien sein Handbuch der physischen Geographie (letzte Auflage 1958). Als während des Deutsch-Sowjetischen Krieges die MGU 1941–1943 evakuiert war, lehrte Barkow am Pädagogik-Institut Aşgabat. Ab 1943 leitete er den Lehrstuhl für physische Geographie des Auslands der MGU (bis 1950). 1944 wurde er als Wirkliches Mitglied in die Akademie der Pädagogischen Wissenschaften der RSFSR (APN) gewählt. 1944–1947 leitete er das Kabinett für Geographie-Methodik der APN.
Barkow war mit Gali Jewgenjewna Iwakinskaja geborene Klammer (1887–1960) verheiratet, die Schauspielerin am Moskauer Kindertheater war, sich verschiedenen Ordensvereinen und den Freimaurern anschloss und in den 1930er Jahren vom NKWD beobachtet wurde. Barkow wurde auf dem Moskauer Nowodewitschi-Friedhof begraben. Der Barkow-Gletscher trägt seinen Namen.

## Ehrungen
- Verdienter Wissenschaftler der RSFSR (1945)[3]
- Leninorden
- Orden des Roten Banners der Arbeit
- Medaille „Für die Verteidigung Moskaus“
- Medaille „Für heldenmütige Arbeit im Großen Vaterländischen Krieg 1941–1945“